# De groeipijnen van Adriaan Mole
De groeipijnen van Adriaan Mole (originele titel: The Growing Pains of Adrian Mole) is een in 1984 verschenen boek van de Britse schrijfster Sue Townsend. Het is het tweede deel uit de Adrian Mole-reeks en gaat verder waar Het geheime dagboek van Adriaan Mole, 13 3/4 jaar ophoudt. Het verhaal loopt van april 1982 tot midden 1983.
Ook dit boek is geschreven in de vorm van de dagelijkse dagboeknotities van de hoofdpersoon Adrian Mole, waarin hij als onbetrouwbare verteller verslag doet van de beslommeringen van zijn dagelijks leven. Ook hier speelt op de achtergrond sterk de maatschappelijke en economische problematiek in het Verenigd Koninkrijk tijdens de jaren '80 onder Margaret Thatcher, in dit boek met name de euforie van het winnen van de Falklandoorlog en de geboorte van prins William, terwijl het land nog steeds worstelt met economische problemen en een hoge werkloosheid.

## Verhaal
Bij een mislukt lijmsnuifexperiment heeft Adrian per ongeluk zijn neus aan een modelvliegtuigje vastgelijmd. Een en ander lekt uit en Adrian is mikpunt van spot. 
Verder maakt Adrian zich nog steeds erg zorgen over de lengte van zijn penis, andere delen van zijn lichaam, en zijn acne. Later krijgt Adrian op rijkelijk late leeftijd de baard in de keel. Hij is bezorgd over zijn gebrek aan seksuele ervaring, maar als hij Pandora vraagt hem een tepel te laten zien vindt zij dit zo ongepast dat ze de relatie verbreekt. Later leggen de twee het weer bij. 
Een ander zorgpunt zijn Adrians naderende schoolexamens, zijn cijfers zijn nog altijd middelmatig. Nog steeds stuurt Adrian zijn zelfgemaakte poëzie op naar de BBC, maar er komen slechts afwijzingen. 
Hamish Mancini loopt van huis weg en neemt op eigen houtje een vliegtuig naar Engeland, waar hij bij de familie Mole blijft logeren en regelmatig bij Pandora thuis is, ondanks het feit dat op dat moment Pandora het met Adrian heeft uitgemaakt en niet met hem wil praten. Uiteindelijk gaat Hamish weer terug naar huis.
Zowel Adrians moeder Pauline als Doreen Slater zijn zwanger. Al snel blijkt dat George Mole, Adrians vader, de biologische vader van het kind van Doreen is. Ondanks de vele hints pikt Adrian dit niet op, totdat George alles opbiecht op vakantie wanneer Doreen blijkt te zijn bevallen van een zoontje, Brett. Pauline en George gaan direct opnieuw uit elkaar. George, Doreen, Maxwell en de kleine Brett trekken tijdelijk bij Adrians oma in. Deze heeft altijd al een hekel aan Pauline gehad en heeft veel leedvermaak. 
De geldzorgen houden aan: George raakt zijn baan als kanaalopzichter − waar hij met de pet naar gooide − kwijt. Als de cheque van de sociale dienst drie weken op zich laat wachten, richt de hoogzwangere Pauline een waar mediaspektakel aan, totdat ze de cheque alsnog krijgt. Doreen trekt met Maxwell en Brett in bij Maxwells vader, omdat zij en oma elkaar op de zenuwen werken.
Pauline bevalt uiteindelijk van een dochtertje, Rosie. Het blijkt dat haar ex-minnaar Lucas, die een advocaat inschakelt, waarschijnlijk de biologische vader is. Ondanks alles beginnen George en Pauline weer nader tot elkaar te komen. Na veel onderhandelen trekt George weer bij het gezin in.
Queenie, die afgelopen jaar met Bert getrouwd is, sterft aan een beroerte. Nigel, Adrians beste vriend, begint steeds meer uit de kast te komen als homo. Adrian, die door de frustratie over alles wat hij in zijn familiekring meemaakt volledig aan de grond zit, sluit zich bij Barry Kent en diens straatbende aan. Daardoor komt het opnieuw tot een breuk met Pandora. Als Adrians ouders dit van de politie te horen krijgen, verbieden ze Adrian buiten schooltijd buitenshuis te zijn.
In april loopt Adrian uit wanhoop van huis weg met medeneming van de hond. Hij wordt in Manchester door een domineesvrouw gevonden en door zijn ouders opgehaald. Ze laten weinig van hun bezorgdheid merken en Adrian stort volledig in. Slechts Pandora kan hem uit zijn depressie trekken en hierdoor leggen ze het opnieuw bij. Gesterkt door haar liefde maakt hij zich op om zich opnieuw op zijn schoolexamens te concentreren.